# 33335 Guibert
33335 Guibert este o planetă minoră (asteroid), cu un diametru de 1,925 km, din centura de asteroizi. A fost descoperită pe 11 noiembrie 1998 la Caussols de OCA-DLR Asteroid Survey⁠(d). 
Obiectul prezintă o orbită caracterizată de o semiaxă mare de 2,2762707 UAi, o excentricitate de 0,16, o înclinație de 1,98844 ° în raport cu ecliptica.